# Henri de Gavardie
Henri Pierre Edmond Dufaur de Gavardie est un homme politique français né le 2 décembre 1823 à Rennes (Ille-et-Vilaine) et décédé le 18 mai 1910 à Saint-Sever (Landes).

## Biographie
Fils d'officier, ancien élève du Prytanée de La Flèche, il entre dans la magistrature en 1852, après une courte carrière dans l'armée. Substitut à Orthez, puis à Mont-de-Marsan, procureur à Dax et à Pau, il est substitut général à Pau en 1860. De 1866 à 1870, il est procureur à Saint-Sever. Il est révoqué par le régime républicain en décembre 1870. Il est élu représentant des Landes en 1871, siégeant chez les monarchistes. Il est connu pour ses interruptions et ses interventions humoristiques. Il est souvent sanctionné pour son indiscipline. Il est sénateur des Landes de 1876 à 1888. 
Il est élu à l’unanimité membre titulaire de la Société de Borda le 7 avril 1877.

## Sources
- « Henri de Gavardie », dans Adolphe Robert et Gaston Cougny, Dictionnaire des parlementaires français, Edgar Bourloton, 1889-1891 [détail de l’édition]